# Маме (Мёрт и Мозель)
Маме́ (фр. Mamey) — коммуна во французском департаменте Мёрт и Мозель региона Лотарингия. Относится к  кантону Домевр-ан-Э.	

## География
Маме расположен в 32 км к северо-западу от Нанси. Соседние коммуны: Фе-ан-Э на севере, Монтовиль и Понт-а-Муссон на северо-востоке, Блено-ле-Понт-а-Муссон и Жезенвиль на востоке, Мартенкур на юге, Лиронвиль на юго-западе, Лиме-Ременовиль на западе.

## История
- Коммуна была полностью уничтожена войсками СС во время Второй мировой войны.

## Демография
Население коммуны на 2010 год составляло 325 человек.
| 1962 | 1968 | 1975 | 1982 | 1990 | 1999 | 2010 |
| ---- | ---- | ---- | ---- | ---- | ---- | ---- |
| 166  | 184  | 201  | 175  | 202  | 223  | 325  |

## Достопримечательности
- Церковь Сен-Юбер, реконструирована в 1789 году.